# Saint-Frégant
Saint-Frégant är en kommun i departementet Finistère i regionen Bretagne i västra Frankrike. Kommunen ligger i kantonen Lesneven som tillhör arrondissementet Brest. År 2022 hade Saint-Frégant 870 invånare.

## Befolkningsutveckling
Antalet invånare i kommunen Saint-Frégant
Referens:INSEE